# Saint-Avit (Loir-et-Cher)
Saint-Avit era un comune francese di 116 abitanti situato nel dipartimento del Loir-et-Cher nella regione del Centro-Valle della Loira.
Dal 1º gennaio 2018 è confluito nel comune di Couëtron-au-Perche.

## Società

### Evoluzione demografica
Abitanti censiti